# Uta Röpcke
Uta Röpcke (* 26. Mai 1965 in Bordesholm) ist eine deutsche Kulturwissenschaftlerin und Politikerin (Bündnis 90/Die Grünen). Bei der Landtagswahl 2022 wurde sie in den Schleswig-Holsteinischen Landtag gewählt.

## Leben
Röpcke wuchs in Bordesholm und Wattenbek auf und besuchte die IGS Neumünster. Das Abitur legte sie 1985 an der Gesamtschule Bockmühle in Essen ab. Sie studierte Humanmedizin in Essen bis zum Physikum, von 1989 bis 2000 Kulturwissenschaften, Kunst- und Erziehungswissenschaften an der Universität Bremen und in Salvador in Brasilien. Das Studium schloss sie als Magistra Artium ab. Sie unterrichtete bis 2005 Deutsch als Fremdsprache am Goethe-Institut in Salvador, an dem sie auch die Spracharbeit leitete und als Fortbilderin tätig war. Bis 2016 war sie Dozentin an der Leuphana Universität Lüneburg und arbeitete freiberuflich als Kulturwissenschaftlerin. Beim Kreis Herzogtum Lauenburg wurde sie Koordinatorin für Integration
und Teilhabe in der Kreisverwaltung in Ratzeburg.
Röpcke lebt in Wohltorf und eine Zeit lang auch in Wyk auf Föhr, ist verheiratet und hat zwei Kinder.

## Partei
Im Jahr 2009 trat sie der Partei Bündnis 90/Die Grünen bei und war Gründungsmitglied des Ortsverbands Sachsenwald. Sie übernahm Verantwortung in verschiedenen Landes- und Bundesarbeitsgemeinschaften und arbeitete von 2015 bis 2016 in der Grünen Zukunftswerkstatt Schleswig-Holstein mit. Von 2011 bis Ende 2015 gehörte sie dem Landesparteirat an und von 2013 bis Ende 2015 dem Landesvorstand der Grünen Schleswig-Holstein.

## Politik
Von 2012 bis 2016 gehörte Röpcke dem Kreistag des Kreises Herzogtum Lauenburg an und wurde in den Fraktionsvorstand gewählt. Sie war Mitglied im Sozial-, Bildungs- und Kulturausschuss und stellvertretende Kreispräsidentin.
Bei der Landtagswahl 2017 kandidierte Röpcke im Wahlkreis Lauenburg-Süd, wurde jedoch nicht gewählt. Bei der Wahl 2022 stand sie auf Platz 11 der Landesliste und erreichte darüber den Einzug in den Landtag. Dort ist sie parlamentarische Geschäftsführerin der Grünen-Landtagsfraktion.